# Saint-Quentin-des-Isles
Saint-Quentin-des-Isles è un comune francese di 248 abitanti situato nel dipartimento dell'Eure nella regione della Normandia.
Il suo territorio è bagnato dalle acque del fiume Charentonne.

## Società

### Evoluzione demografica
Abitanti censiti